# Mia e Pia Genberg
Mia (...) e Pia Genberg (...) sono due gemelle svedesi, modelle, ballerine e attrici, particolarmente note fra gli anni '60 e '70 in Italia e in Francia.

## Biografia
Danzatrici delle Folies Bergère, nel 1960 partecipano a varie sfilate di moda a Parigi. La loro avventura nel cinema italiano inizia nel 1961 con il film Leoni al sole. Due anni più tardi partecipano ad un film satirico di Dino Verde Scanzonatissimo, dove imitano le popolari Gemelle Kessler cantando Da-Da-Enpas (una parodia della più famosa Da-Da-Un-Pa). Nel 1964 vengono scelte per il film Sedotti e bidonati dove lavorano a fianco di Franco Franchi e Ciccio Ingrassia. Questo sarà il loro ultimo lavoro in coppia, per Pia la strada del grande schermo finisce qui. Mia concluderà la propria carriera cinematografica nel 1971, con il film Qualcosa striscia nel buio.

## Filmografia
I film in coppia
- Leoni al sole (1961)
- I Don Giovanni della Costa Azzurra (1962)
- Scanzonatissimo (1963)
- Sedotti e bidonati (1964)

I film di Mia Genberg
- Tutto il bello dell'uomo (1963)
- Missione sabbie roventi (1966)
- Gringo, getta il fucile! (1966)
- Agente Sigma 3 - Missione Goldwather (1967)
- Silenzio: si uccide, regia di Guido Zurli (1967)
- Rose rosse per il führer (1968)
- Qualcosa striscia nel buio (1971)

## Discografia
- Ogni giorno che passa (1965), performer Mia Genberg (soundtrack del film Io la conoscevo bene)[3]